# Семьдесят имён Богу
«Семьдесят имён Богу» — русское переводное апокрифическое сказание, содержащее перечень имён Бога и Богородицы с толкованиями их смысла. Русский текст создан не ранее XVI века.

## Текстология
Апокриф известен в составе сборника XVI—XVII веков. Границы апокрифа спорны. Издатель начинал его со слов: «Сиа знамениа, егда видиши и сиа имена, егда прочитаеши…», тогда как составитель описания считал заголовками фразы, непосредственно предваряющие перечни имён: «А сеи имена господня, числом 72, да еже их имат и носит с собою честно, от всякого зла избавлен будет» и «А сеи имена пресвятыей Богородице, числом 72», и, таким образом, видел здесь два разных апокрифических предания.
В. Ф. Райан, учитывая датировку русского текста (не ранее XVI века), предполагает западноевропейское или византийское происхождение апокрифа. М. Гастер считал первоисточник еврейским и цитировал «Книгу ангела Разиэля».
М. Н. Сперанский сближал это сочинение с другим апокрифическим текстом, содержащимся в составе сербской рукописи XV века: «А се имена аггельска, иже обладають и виногради, и градинами», рассматривал оба текста как переводы с греческого «апокрифов-амулетов», отражающих веру в чудодейственную силу имени.
Апокрифическая переписка царя Эдессы Авгаря и Иисуса Христа (известна с поздней Античности; перевод известен на Руси и, возможно, является древнейшим русским текстом-амулетом) содержит указания по изготовлению амулета, содержащего разные имена Христа и близкого апокрифу «Семьдесят имён Богу».

## Содержание
Апокриф представляет собой подобие литании. Приводится перечень семидесяти (или семидесяти двух) имён (символических и метафорических наименований) Бога (Власть, Сила, Слово, Дом, Риза, Творец, Саваоф и др.), за которым следует такое же число имён Богородицы (Купина, Жезл, Корень, Земля свята, Огнь и др.) с толкованиями смысла, как правило, с помощью выдержек из книг Священного писания, где эти именования встречаются и поясняются. Апокриф утверждает, что прочитавший его будет непобедим в бою, избавлен от врагов, неожиданной смерти, ночного страха и козней Сатаны; чтобы избавиться от всякого зла, рекомендуется записать и носить с собою 70 имён Бога: «Сиа знаменна, егда видиши и сиа имена, егда прочитаеши, непобежден будеши в рати и от всех враг избавлен будеши, и от напрасния смерти, и от страха нощнаго, и от действа Сотонина… А се имена Господня числом 70. Да еже их имат и носить с собою, честно от всякаго зла избавлен будет: Власть, Сила, Слово, Живот, Милость…».

## Контекст
Подобные амулеты имели повсеместное распространение. В еврейском заговоре из Каирской генизы также призывались семьдесят имён Господних. В Англии англосаксонского периода латинский заговор против лихорадок изгонял лихорадок «per septuaginta nomina dei sancta et immaculata» («семьюдесятью именами Божьими, святыми и непорочными»). Специалистом по французским катарам Рене Нелли была описана очень близкая молитва, известная в Лангедоке с XII века. В неё включены греческие и еврейские слова. Нелли отмечает, что молитва встречается в так называемом «Гримуаре» Гонория, и относит её к каббалистической традиции. Известен также армянский амулет, перечисляющий семьдесят два магических имени Бога.
По мнению Б. А. Успенского, семьдесят имён Бога определяются количеством народов на земле. Райан отмечает, что семьдесят (или семьдесят два) имени Бога связаны с другими магико-врачевальными объектами, которых также насчитывается семьдесят или семьдесят два: семьдесят две жилы, сустава, сухожилия, семьдесят две болезни в греческих и славянских заговорах и «ложных» молитвах.

## Издание
- Тихонравов Н. С. Памятники отреченной русской литературы. — СПб., 1863. — Т. 2. — С. 339—344.